# Liste der Naturdenkmäler in Schwabach
Die Liste der Naturdenkmäler in Schwabach nennt die Naturdenkmäler in der kreisfreien Stadt Schwabach in Bayern. In Schwabach gab es im September 2018 diese nach dem bayrischen Naturschutzgesetz geschützten Naturdenkmäler.

## Liste
| Bild | Nummer | Bezeichnung                                                  | Gemarkung                                | Lage                             | Bemerkung |
| ---- | ------ | ------------------------------------------------------------ | ---------------------------------------- | -------------------------------- | --------- |
|      | ND 1   | Eiche beim Friedhof in Unterreichenbach                      | Flur Nr. 38, Gemarkung Unterreichenbach  | 49° 19′ 40,9″ N, 10° 59′ 30,3″ O |           |
|      | ND 2   | Eiche am Hang des Albersreuther Weges                        | Flur Nr. 23, Gemarkung Unterreichenbach  | 49° 19′ 38,3″ N, 10° 59′ 37,3″ O |           |
|      | ND 3   | „Alte Linde“ an der Badstraße                                | Flur Nr. 979/3, Gemarkung Schwabach      | 49° 19′ 53,8″ N, 11° 0′ 58,7″ O  |           |
|      | ND 4   | Eiche im ehemaligen Landratsamtshof                          | Flur Nr. 563, Gemarkung Schwabach        | 49° 19′ 40,4″ N, 11° 0′ 55,8″ O  |           |
|      | ND 5   | Linde am Anwesen Bogenstraße 10                              | Flur Nr. 562/4, Gemarkung Schwabach      | 49° 19′ 37,7″ N, 11° 0′ 59,3″ O  |           |
|      | ND 6   | Eiche an der Seminarstraße                                   | Flur Nr. 551, Gemarkung Schwabach        | 49° 19′ 38″ N, 11° 1′ 6,4″ O     |           |
|      | ND 7   | 2 Eichen an der Penzendorfer Straße, westlich des Bahndammes | Flur Nr. 682, 674/9, Gemarkung Schwabach | 49° 19′ 47,9″ N, 11° 2′ 10,2″ O  |           |